# Omsewitz
Omsewitz är en stadsdel i Dresden i Sachsen i Tyskland.
Omsewitz anslöts till Dresden 1930. 1317 nämndes byn Omsewitz för första gången.